# القومية الصحراوية
القومية الصحراوية هي أيديولوجية سياسية تسعى لتقرير المصير للشعب الصحراوي الذين هم السكان الأصليين للصحراء الغربية والذين مثلتهم تاريخيًا جبهة البوليساريو. لقد جاءت هذه ردًا على السياسات الاستعمارية الإسبانية التي فرضت منذ عام 1958، وبعد ذلك ردًا على الغزوات الموريتانية والمغربية لعام 1975.
كانت أيديولوجيات المعارضة الرئيسية هي الاستعمار الإسباني (الصحراء الإسبانية، 1884-1975)، تيرس الغربية المزاعم الموريتانية (تريس الغربية، 1975-1979)، المزاعم المغربية (المقاطعات الجنوبية، 1975 حتى الآن) والعروبة.